# Église Spaarne
 (décembre 2021).
Améliorez-le ou discutez des points à vérifier. 
L'église Notre-Dame du Saint Rosaire et de saint Dominique, aussi appelée église Spaarne (en néerlandais : Spaarnekerk) était un bâtiment religieux, une église de style néogothique de la fin du XIXe siècle située dans la ville de Haarlem aux Pays-Bas, et aujourd'hui disparue.

## Histoire
L'église a été construite entre 1883 et 1885 à Haarlem pour remplacer une ancienne église secrète[Quoi ?].
L'architecte Evert Margry, élève de Pierre Cuypers, conçoit une structure à trois nefs de style néo-gothique. 
L'église fut consacrée en 1885 par l'évêque de Haarlem.
Ne parvenant plus à entretenir le bâtiment dans les années 1970, le diocèse projette de démolir l'église et de la remplacer par un bâtiment moderne et multifonctionnel. La dernière messe est célébrée en 1975 et, malgré les protestations, l'église est démolie en 1983. Elle n'a pas été reconstruite.